# 温泉街道 (咸宁市)
温泉街道，是中华人民共和国湖北省咸寧市咸安区下辖的一个乡镇级行政单位。

## 行政区划
温泉街道下辖以下地区：
双鹤桥社区、万年路社区、白茶社区、泉塘社区、桂花路社区、岔路口社区、花坛社区、南昌路社区、希望桥社区、金叶社区、温泉村、白茶村、黄畈村、泉塘村和肖桥村。